# 里涅
里涅（法語：Rigney，法語發音：[ʁiɲɛ]）是法国杜省的一个市镇，属于贝桑松区。

## 地理
里涅（47°23'17"N, 6°10'33"E）面积9.58 平方千米，位于法国勃艮第-弗朗什-孔泰大區杜省，该省份为法国东部内陆省份，北起上索恩省，西接汝拉省，东部及东南部与瑞士接壤，东北部与贝尔福地区省接壤。
与里涅接壤的市镇（或旧市镇、城区）包括：热尔蒙当、科尔塞勒-米耶洛、蒙塞、里尼奥索、蒂雷勒蒙、拉图尔德赛、瓦勒鲁瓦、拉巴尔、锡雷、旺德朗、马尔绍-绍德方丹。

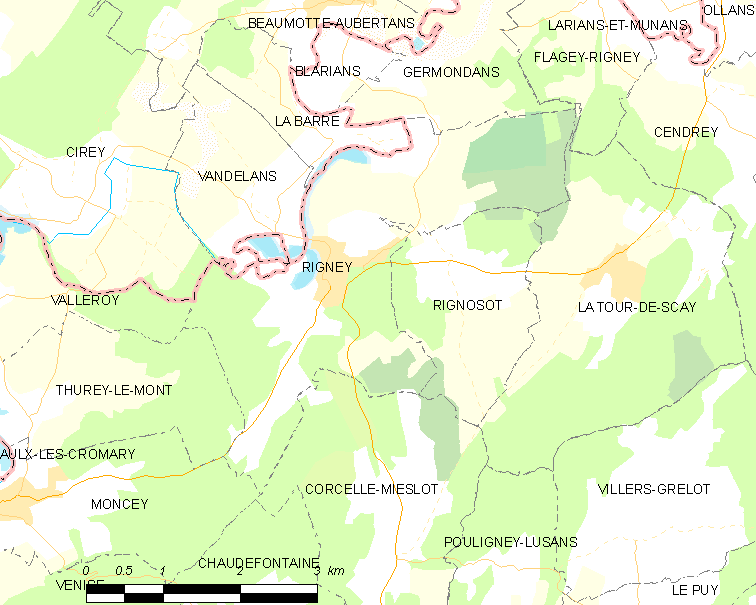
里涅的OSM定位图

里涅的时区为UTC+01:00、UTC+02:00（夏令时）。

## 行政
里涅的邮政编码为25640，INSEE市镇编码为25490。

## 政治
里涅所属的省级选区为博姆莱达姆县。

## 人口

1962-2008年间里涅人口变化图示

里涅于2022年1月1日时的人口数量为374人。